# Chiesa e monastero della Marca
La chiesa e il monastero della Marca fanno parte di un complesso monastico nel comune di Castelfiorentino, provincia di Firenze, diocesi di Volterra.

## Storia
Secondo una tradizione consolidata, San Francesco sarebbe passato da Castelfiorentino poco dopo il 1210. Giunto qui il poverello d'Assisi avrebbe sostato nella località della Marca, così chiamata perché secondo un termine longobardo, segnava il confine fra la diocesi di Volterra e quella di Firenze. In seguito alla visita del santo, nacquero a Castelfiorentino due fra i monumenti più importanti: il convento e la relativa chiesa di San Francesco e il monastero femminile di Santa Chiara, in una zona allora di aperta campagna e sottoposta alle frequentissime alluvioni dell'Elsa. È questa quindi la prestigiosa, antichissima e ancora poco conosciuta origine del monumento di cui stiamo parlando.
Sappiamo, comunque, con certezza dai documenti che il monastero era già esistente fin dal 1230, alcuni decenni prima quindi che un ordine religioso, gli Ospitalieri di Altopascio, costruissero il primo ponte sull'Elsa nel 1290, fondamentale per collegare le due parti di Castelfiorentino e nodo viario importante in quanto l'Elsa segnava, e segna ancora, il confine fra le diocesi di Firenze e Volterra. Infatti dai documenti risulta che negli anni fra il 1228 e il 1239, i frati del convento di San Francesco favorirono l'insediarsi di una comunità religiosa femminile francescana, sottoposta alla regola dell'Ordine di San Damiano. Nel 1263, dopo la morte di Santa Chiara, il monastero le fu intitolato e si sottopose alle regole del nuovo ordine.
Il monastero si ampliò velocemente, attirando molte fanciulle provenienti da ricche famiglie locali e da importanti famiglie fiorentine; per questo motivo si arricchì grazie a molti lasciti e donazioni.
La chiesa aveva solamente funzione di oratorio per le necessità del monastero, in quanto la chiesa parrocchiale era all'epoca quella di Santa Maria a Lungotuono, alla Dogana. Nel 1810, in seguito al Decreto dell'Imperatore Napoleone, il monastero fu soppresso e tutti gli arredi venduti. Nel 1817 il monastero fu riaperto e affidato a suore che seguivano la regola di San Benedetto. Nei primi decenni del Novecento, la chiesa del monastero fu dichiarata parrocchiale, per dare esecuzione alle volontà testamentarie del canonico Michele Cioni di Castelfiorentino. Utilizzata fino al 1979, anno di inaugurazione della nuova chiesa di Santa Maria della Marca, la chiesa del monastero è caduta in oblio fino alla creazione dell'Associazione "SVELIAMO LA MARCA" nel 2015 che ha cercato di trovare fondi per il restauro, promuovendo pubblicazioni organizzando conferenze e una serie di concerti nel cortile del complesso per il "Settembre castellano".

## La Chiesa di Santa Chiara
L’attuale Chiesa di Santa Chiara, appartenente al complesso monastico di Santa Maria della Marca, e per questo chiamata "chiesa delle Monache" o "chiesa vecchia" (per distinguerla da quella di Santa Maria della Marca risalente al 1970), è il risultato di vari lavori di ristrutturazione e ampliamento, avvenuti fra la fine del Seicento e l’inizio del Settecento. Si hanno poche notizie sulle varie fasi costruttive che si sono succedute; unica data certa è il 1693, incisa sull’architrave delle porte di accesso.
Lo studio Ikare ha effettuato una profonda analisi diagnostica, da cui si evince che la struttura portante della chiesa è profonda almeno un metro e che le pareti sono intonacate fino a circa 30 cm sotto il livello del pavimento attuale; questo indica che l’attuale chiesa è sopraelevata rispetto all’originaria, probabilmente anche a causa delle frequenti inondazioni causate dal fiume Elsa.
L’ingresso si trova sul lato sinistro dell’edificio, in quanto la chiesa è “attaccata” lateralmente al convento e l’abside fa parte anch’essa dell’edificio conventuale. Ha una sola navata e si conclude con un transetto, in cui sono situati l’altare e la sacrestia. L’altare è ancora addossato al tabernacolo, come si usava nel periodo preconciliare. Nella parte opposta, sopraelevato, è presente il matroneo, dal quale le suore di clausura, assistevano alla Santa Messa.

### L'interno
L’interno appare spoglio, in quanto la maggior parte dei suoi capolavori sono sparsi in chiese e musei della Toscana. Sulla parete destra è stato ritrovato nel 1966, quando fu rimossa dall’altare la tavola “Madonna in trono” di Giovanni Maria Butteri per restaurarla, un affresco rappresentante “L’ultima cena” e attribuito a Niccolò di Pietro Gerini, che fa immaginare la ricchezza decorativa che la chiesa doveva possedere in epoca medievale. Dell’affresco si è salvata solo la parte centrale perché sulla parete è stato addossato nel Settecento l’altare di San Michele; è stato possibile ricostruire quindi solo la porzione su cui poggiava la tavola suddetta.  Si tratta di un frammento di un probabile ciclo di affreschi, sottoposto a un minuzioso lavoro di restauro. Intorno alla tavola imbandita è possibile vedere sei personaggi: in primo piano sono ritratti due apostoli seduti su una panca in legno e accanto a loro si intravede la figura di un altro discepolo, Giuda, che è in piedi e sta per allontanarsi quando Gesù lo indica come traditore. Sulla sinistra, infatti, appare la figura di Cristo che punta verso di lui il dito della mano destra e sul suo petto era probabilmente raffigurato Giovanni che si china abbracciandolo, ma l’affresco è rovinato in questo punto. Infine, a destra di Giovanni vediamo Pietro che indica se stesso con il dito indice, chiedendosi se il traditore a cui si riferisce Gesù sia proprio lui. Si sono tentate varie attribuzioni dell’affresco; per alcuni l’autore è il pittore fiorentino Niccolò di Pietro Gerini, autore di un ciclo di affreschi tardo-trecenteschi nella chiesa di San Francesco a Pisa, per il tratto neogiottesco e la notevole somiglianza nella rappresentazione dei luoghi e dei personaggi.
Anche grazie al ritrovamento di questo prezioso affresco, con la sua descrizione realistica e dettagliata di volti e oggetti quotidiani, possiamo affermare che la Castelfiorentino del XIV secolo era un luogo di fervente attività di artisti fiorentini, come Giovanni del Biondo, Cenni di Francesco e maestro Francesco.
Altro dipinto presente nella chiesa e conservato nel monastero adiacente è la tavola “Madonna in trono con San Pietro e Santa Lucia, Sant’Antonio da Padova e Santa Caterina d’Alessandria” eseguito verso la fine del Quattrocento in ambito senese. Altre due tele, che furono commissionate all’inizio del XVII secolo dal monastero, furono “Immacolata” e “San Francesco che riceve le stimmate”, di attribuzione incerta.
Dai saggi effettuati, si è dedotto che sotto l’intonaco attuale siano presenti anche vari affreschi risalenti al Sei-Settecento.
Importante fu il ruolo della badessa Brigida nell’affidare, il 2 febbraio 1491, la decorazione del vicino Tabernacolo della Visitazione a Benozzo Gozzoli e a suo figlio Alesso. Il ciclo pittorico è attualmente conservato al Museo Be.Go di Castelfiorentino.

### Opere già in loco
Il patrimonio artistico del complesso era assai più ricco. Sicuramente vi facevano parte:

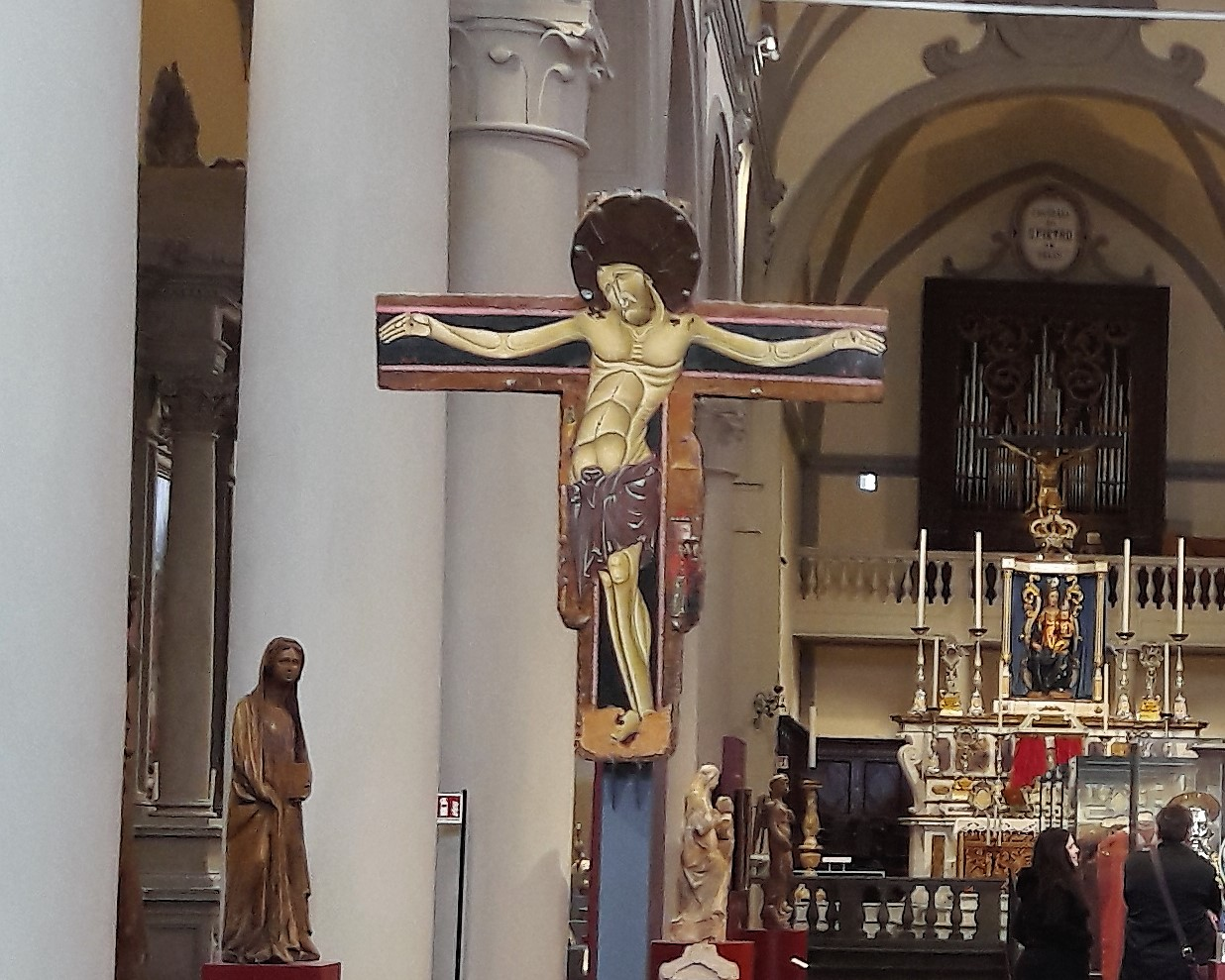
Michele di Baldovino (attr.), Croce dipinta, 1260-70, Volterra, Museo diocesano

- Maestro della Croce di Castelfiorentino, Croce dipinta, detta Crocifisso delle Monache di Castelfiorentino, 1260 – 1270: l’opera, con evidenti influssi stilistici bizantini quali il ventre tripartito, il naso a forcella e i riccioli ricadenti sulle spalle, è oggi conservata nella Chiesa di Sant’Agostino a Volterra, che ospita la collezione del Museo Diocesano di Arte Sacra della città. Restaurata nel 1930 e nel 1963, si presenta priva dei tabelloni laterali e della cimasa. Nel corso degli anni si sono fatte varie ipotesi di attribuzione: in una mostra a Volterra nel 1949 è stato riferito alla maniera di Giunta, con il nome di “Maestro della Croce di Castelfiorentino” (Castelfiorentino Cross Master); per il Ragghianti tale personalità si identificava con il “Maestro della Croce di Calci”, seguace di Giunta; Caleca e Boskovits hanno operato nuovamente una distinzione tra la produzione del Maestro di Calci e del Maestro di Castelfiorentino, attribuendo a quest’ultimo non solo la Croce n. 6 del Museo di San Matteo a Pisa (come già nella mostra di Volterra del 1949), ma anche le croci di San Pierino, di San Martino e i due dossali con San Nicola e storie della Propositura di Peccioli e San Verano e storie della Pinacoteca di Brera; infine, Burresi e Caleca sono andati oltre, attribuendo questo corpus di opere a Michele di Baldovino, per analogie stilistiche con una Croce conservata a Cleveland e firmata da quest’ultimo. Un recente studio antologico sull'opera del Maestro a firma di Nassar mette l'opera in relazione ad una maestranza locale anonima, titolare di altre opere inequivocabilmente attribuibili alla stessa mano, confutando le attribuzioni di Burresi e Caleca e rigettando le analogie con l'autore della Croce di Cleaveland.[1]
- Lippo di Benivieni (attr.), Croce dipinta, 1315-20, conservato nella chiesa nuova della Marca. Lippo di Benivieni fu un pittore giottesco che riuscì a coniugare il solido impianto realistico di definizione anatomica del Cristo con influssi coloristici di scuola senese. La croce si presenta oggi priva delle estremità.

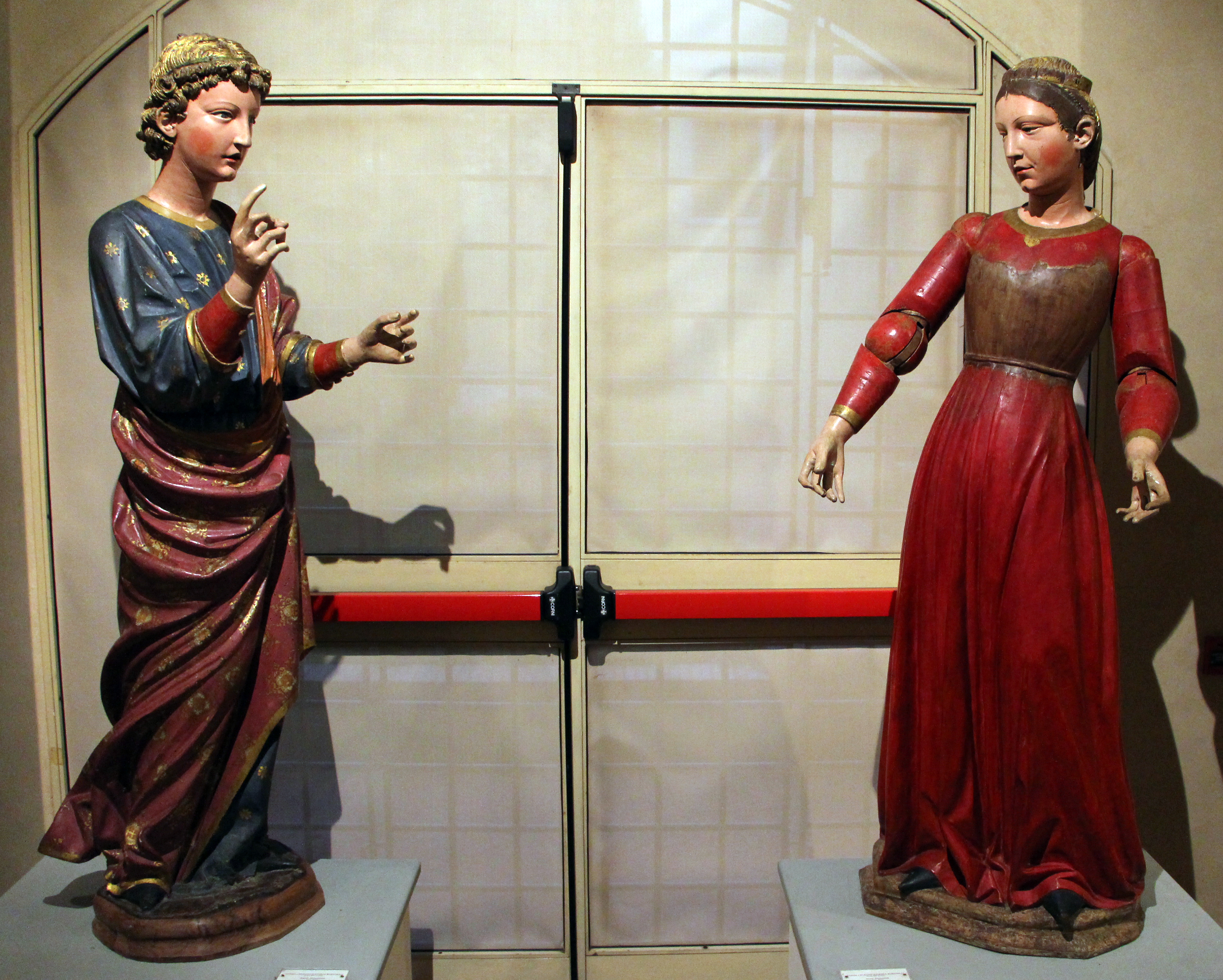
Mariano d'Agnolo Romanelli (attr.), Annunciazione, 1380-90, Museo di Santa Verdiana.

- Mariano d’Agnolo Romanelli, Annunciazione, anni ottanta del XIV secolo: le sculture lignee, raffiguranti l’Angelo annunciante e la Vergine, oggi parte integrante della collezione del Museo di Arte Sacra di Santa Verdiana a Castelfiorentino, sono state conservate per secoli dietro l’altar maggiore della chiesa conventuale. Si presentano in ottimo stato di conservazione, nonostante alla Vergine siano stati piallati i capelli sulla fronte e il seno. Fu Alessandro Bagnoli (1987), accogliendo un’intuizione della Guiducci (1977), a riferire le sculture a Mariano d’Agnolo Romanelli, in precedenza attribuite dalla Guiducci stessa (1975) a Domenico di Niccolò dei Cori.

Oltre a queste, è stata avanzata anche un’ipotesi sulla tavola di
- Cosimo Rosselli, Madonna in trono e santi, 1471: l’opera si trova oggi nella chiesa di Santa Maria a Lungotuono alla Dogana, ma in precedenza si trovava nella chiesa di San Niccolò a Collepatti. La tavola, recentemente restaurata, presenta la Madonna in trono tra i santi Antonio Abate, Francesco, Chiara e Verdiana. Proprio in virtù della presenza di santi legati all’ordine francescano, ha fatto avanzare l’ipotesi che la tavola si trovasse presso il Monastero della Marca, per poi essere trasferita a Collepatti e infine alla Dogana.